# 熱帯・亜熱帯都市緑化植物園
熱帯・亜熱帯都市緑化植物園（ねったい・あねったいとしりょっかしょくぶつえん、英語: Tropical & Subtropical Arboretum）は、沖縄県国頭郡の海洋博公園内にある植物園である。
沖縄の気候を生かした日本唯一の熱帯・亜熱帯都市緑化植物園として開園した。
9ヘクタールの敷地に400種類以上の植物を植栽・展示している。

## 概要
熱帯・亜熱帯都市緑化植物園は、1990年（平成2年）に沖縄国際海洋博覧会跡地の海洋博公園内に開園した。
この植物園は、都市の緑化技術の向上と、熱帯・亜熱帯諸国との技術交流の場となることを目的として建設された。
熱帯植物を見学できる『植物見本区』、都市緑化に関する情報サービスを提供する『植物管理センター（みどりの相談所）』、植物を使ったクラフト作りが体験できる『バンコの森』で構成されている。

### 植物見本区
園内の見本区には、亜熱帯地域の都市の緑化に有望な植物が植栽されている。
植物園の計画・設計を受注した国建によると、沖縄では沖縄国際海洋博覧会以降（1976年当時）も都市の緑化技術が確立していない状況であった。
そこで海洋博覧会記念公園管理財団理事だった本間啓によって、沖縄の環境にあった植栽技術を広めるために植物見本園が計画されたという。
植物園は海に面した立地で、北西から南東にかけて細長い形状をしており、北風による潮風対策が必要となるため、北側に耐潮風性が高い種が配置されている。
400種類以上の植物が8つのエリアに区分けされて、植栽・展示されている。
- 耐潮風植物高木見本区 - ガジュマル、アコウなど
- 耐潮風植物低木見本区 - アオガンピ、テリハクサトベラなど
- 耐潮風植物ヤシ類見本区 - ココヤシ、ビロウなど
- 生け垣・つる性見本区 - シマヤマヒハツ、ブーゲンビリアなど
- 街路樹見本区 - カシワバゴムノキ、パンノキなど
- 地被植物見本区 - コウライシバ、ヒルザキツキミソウなど
- ハーブ見本区 - ミント、バジルなど
- 酸性植物見本区 - ツバキ科植物、ツツジなど